# Кестеновац (Доњи Лапац)
Кестеновац је насељено мјесто у општини Доњи Лапац, Република Хрватска. У географско-историјском смислу припада сјеверозападној Босни.

## Географија
Кестеновац је удаљен око 19 км сјеверно од Доњег Лапца.

## Историја
Кестеновац се до краја Другог светског рата налазио у саставу Босне и Херцеговине. Формирањем федералних јединица извршена је мања размена територија између Босне и Херцеговине и Хрватске. Хрватској је припало неколико села у сјеверозападној Босни, а Босни и Херцеговини неколико личких села у подножју планине Пљешевице, западно од Бихаћа. Кестеновац се од распада Југославије до августа 1995. године налазио у Републици Српској Крајини.

## Становништво
Кестеновац се од пописа становништва 1961. до августа 1995. налазио у саставу некадашње општине Доњи Лапац. Према попису становништва из 2011. године, насеље Кестеновац је имало 39 становника.
| Националност       | 1991. | 1981. | 1971. | 1961. |
| Срби               | 147   | 196   | 269   | 315   |
| Југословени        | 4     | 11    | 1     | 6     |
| Муслимани          | 8     |       | 10    | 4     |
| Хрвати             |       | 1     |       | 7     |
| остали и непознато |       | 2     | 2     | 1     |
| Укупно             | 159   | 210   | 282   | 333   |

| Демографија | Демографија | Демографија |
| Година      | Становника  | Становника  |
| ----------- | ----------- | ----------- |
| 1961.       | 333         |             |
| 1971.       | 282         |             |
| 1981.       | 210         |             |
| 1991.       | 159         |             |
| 2001.       | 30          |             |
| 2011.       |             | 39          |